# نادي الوصل
نادي الوصل الرياضي أحد أندية كرة القدم في دولة الإمارات العربية المتحدة يقع مقره في إمارة دبي في منطقة زعبيل، وهو نادٍ متعدد الرياضات، فبجانب كرة القدم ينشط في رياضات كرة اليد والكرة الطائرة وكرة السلة وكرة الطاولة وألعاب القوى والسباحة والتنس الأرضي. تأسس النادي عام 1960 باسم "نادي الزمالك". وفي عام 1974 دمج نادي العروبة مع الزمالك لتشكيل نادي الوصل.
يمتلك النادي تاريخا حافلًا بالبطولات وبالأرقام القياسية. كان دييغو مارادونا مديرًا للنادي بين عامي 2011 و 2012. من أهم اللاعبين في تاريخ النادي فهد خميس، ناصر خميس، زهير بخيت، إسماعيل راشد، حسن محمد، خالد درويش، فهد عبد الرحمن، علي الكعبي وغيرهم.
أطلق الاتحاد الدولي لتاريخ وإحصاءات كرة القدم على نادي الوصل لقب نادي الإمارات للقرن العشرين.

## تاريخ

الشعار السابق للنادي

تأسس الوصل عام 1960 باسم (نادي الزمالك) عندما اجتمع مجموعة من الشباب في منزل بخيت سالم الفلاسي في حي زعبيل في دبي لتأسيس النادي وممارسة هواياتهم الرياضية. اضطر الأعضاء إلى استئجار منزل صغير وأن يدفع كل منهم 10 دراهم لدعم ميزانية النادي. في عام 1962 انتقل مقر النادي إلى منزل آخر مملوكة للشيخة مدية بنت سلطان، وانتخب الشيخ أحمد بن راشد آل مكتوم رئيسًا للنادي. حوالي عام 1966 فاز الزمالك على نادي الشباب في بطولة كأس كندا دراي وكان أول فوز له. في عام 1974 وافق نادي العروبة على الاندماج مع الزمالك لتشكيل نادي الوصل.
قاد أول فريق كرة قدم بنادي الزمالك (نادي الوصل حالياً): القائد بخيت سالم، وضم كلا من: محمد عبد الكريم (حارس مرمى)، إبراهيم مبارك، عبد الكريم مبارك، عزيز حسن، غانم فارس، خميس سالم، سيف فارس، سعيد سالم، عبدلله سيف، سالم أحمد، ولاحقا انضم الشيخ بطي بن مكتوم آل مكتوم للفريق ولعب في خط الدفاع. توج الوصل بأولى بطولاته عام 1966 بعد تغلبه على فريق الشباب في نهائي كأس شركة كندا دراي.
في عام 1972 تأسس المقر الأول للنادي في زعبيل، بمكرمة من الشيخ راشد بن سعيد آل مكتوم.
في عام 1974 اندمج ناديا "الشعلة" و"العروبة" و انضما إلى "الزمالك"، واتفق أعضاء النادي على تغيير الاسم من "الزمالك" إلى "الوصل".

## الألقاب
الإمبراطور
لُقِّب نادي الوصل بالإمبراطور بسبب تحقيقه نتائج جيدة في معظم الألعاب الرياضية وليس فقط كرة القدم فحسب.
شمس البطولات
لُقِّب نادي الوصل بشمس البطولات لأنه يغيب كل حين عن البطولات حتى يقول الناس أنه انتهى، ثم يعود مرة أخرى كالشمس التي مهما غابت فستعود وتشرق.

### البطولات المحلية
الدوري الإماراتي للمحترفين
- البطل (8 مرات): 1981–82، 1982–83، 1984–85، 1987–88، 1991–92، 1996–97، 2006–
- 2023-2024

كأس رئيس الدولة
- البطل (3 مرات): 1987، 2007، 2024.[6]

كأس الاتحاد الإماراتي
- البطل (مرة واحدة): 1992-93.[6]

### البطولات الإقليمية
- كأس الخليج للأندية: البطل (مرة واحدة في موسم 2009-10)، الوصيف (مرتين في 2005 و2012).
- كأس العرب للأندية الأبطال: الدور نصف النهائي (1998)).

### منافسات ودية
- بطولة دبي الدولية لكرة القدم (مرة واحدة): 2010.[9]

## تشكيلة الفريق الحالية
ملاحظة: تشير الأعلام إلى المنتخب الوطني على النحو المحدد في قواعد الأهلية للفيفا. قد يحمل اللاعبون أكثر من جنسية واحدة غير تابعة للفيفا.
| الرقم | البلد                    | المركز | اللاعب                           |
| ----- | ------------------------ | ------ | -------------------------------- |
| 1     | الإمارات العربية المتحدة | حارس   | خالد السناني                     |
| 2     | كولومبيا                 | مدافع  | دانيال بيدروزو U21               |
| 3     | الإمارات العربية المتحدة | مدافع  | يوسف المهيري                     |
| 4     | المغرب                   | مدافع  | سفيان بوفتيني                    |
| 5     | الإمارات العربية المتحدة | وسط    | علي سالمين                       |
| 6     | مالي                     | وسط    | سياكا سيديبي U23                 |
| 7     | الإمارات العربية المتحدة | مهاجم  | علي صالح                         |
| 8     | سويسرا                   | مهاجم  | هاريس سيفيروفيتش                 |
| 9     | ساحل العاج               | مهاجم  | أداما ديالو                      |
| 10    | الإمارات العربية المتحدة | وسط    | فابيو دي ليما                    |
| 11    | الإمارات العربية المتحدة | وسط    | ماجد سرور (معار من نادي الشارقة) |
| 12    | الإمارات العربية المتحدة | مدافع  | عبد الرحمن صالح                  |
| 13    | الإمارات العربية المتحدة | مدافع  | فارس خليل                        |
| 14    | البرازيل                 | مدافع  | رودريغو أوليفيرا                 |
| 15    | كوريا الجنوبية           | مدافع  | جانغ سيونغ هيون                  |
| 16    | المغرب                   | مدافع  | نور زرقان U23                    |
| 17    | الإمارات العربية المتحدة | مهاجم  | كايو كانيدو                      |
| 18    | سوريا                    | وسط    | مالك جنعير                       |
| 19    | اليابان                  | مدافع  | تاكاشي أوتشينو U23               |
| 21    | ساحل العاج               | وسط    | جيان نغيسان                      |

| الرقم | البلد                    | المركز | اللاعب                              |
| ----- | ------------------------ | ------ | ----------------------------------- |
| 22    | غينيا بيساو              | مدافع  | سانا غوميز                          |
| 23    | الإمارات العربية المتحدة | وسط    | طحنون الزعابي                       |
| 25    | كولومبيا                 | مدافع  | ألكسيس بيريز                        |
| 28    | الإمارات العربية المتحدة | وسط    | ناصر سالم U23                       |
| 29    | الإمارات العربية المتحدة | مدافع  | عبد الله بدر U23                    |
| 31    | الإمارات العربية المتحدة | وسط    | نيكولاس خيمينيز                     |
| 32    | الإمارات العربية المتحدة | حارس   | محمد قيوضي                          |
| 33    | صربيا                    | وسط    | سردان ميايلوفيتش                    |
| 36    | الإمارات العربية المتحدة | وسط    | محمد شعبان U23                      |
| 39    | سوريا                    | وسط    | خالد الحموش U21                     |
| 44    | الإمارات العربية المتحدة | مدافع  | سالم العزيزي                        |
| 53    | الإمارات العربية المتحدة | مدافع  | عمر هيكل U23                        |
| 55    | الإمارات العربية المتحدة | حارس   | عبد الله سالم                       |
| 58    | السعودية                 | وسط    | ياسر الشمري U21                     |
| 59    | الإمارات العربية المتحدة | مدافع  | عتيق عصام U21                       |
| 77    | الإمارات العربية المتحدة | وسط    | جوناتاس سانتوس (معار من نادي العين) |
| 78    | الإمارات العربية المتحدة | مهاجم  | ربيع حسن U23                        |
| 88    | الإمارات العربية المتحدة | وسط    | عبد الله الشامسي U23                |
| 89    | الإمارات العربية المتحدة | مهاجم  | محمد المهيري U23                    |
| 99    | الإمارات العربية المتحدة | حارس   | يوسف آل رحمة U23                    |

### لاعبون آخرون
ملاحظة: تشير الأعلام إلى المنتخب الوطني على النحو المحدد في قواعد الأهلية للفيفا. قد يحمل اللاعبون أكثر من جنسية واحدة غير تابعة للفيفا.
| الرقم | البلد     | المركز | اللاعب           |
| ----- | --------- | ------ | ---------------- |
| 20    | الأرجنتين | وسط    | غيرونيمو بوبليتي |

| الرقم | البلد   | المركز | اللاعب       |
| ----- | ------- | ------ | ------------ |
| 90    | نيجيريا | مهاجم  | إسحاق سوكسيس |

### المعارون
ملاحظة: تشير الأعلام إلى المنتخب الوطني على النحو المحدد في قواعد الأهلية للفيفا. قد يحمل اللاعبون أكثر من جنسية واحدة غير تابعة للفيفا.
| الرقم | البلد                    | المركز | اللاعب                                  |
| ----- | ------------------------ | ------ | --------------------------------------- |
| 60    | الإمارات العربية المتحدة | وسط    | غانم أحمد (معار إلى نادي دبا الإمارات)  |
| --    | الإمارات العربية المتحدة | حارس   | سهيل عبد الله (معار إلى نادي دبا الحصن) |

| الرقم | البلد    | المركز | اللاعب                           |
| ----- | -------- | ------ | -------------------------------- |
| --    | البرازيل | مهاجم  | لويزاو (معار إلى نادي دبا الحصن) |

## المدربون
| الرقم | الاسم                                      | الرقم | الاسم                                             |
| ----- | ------------------------------------------ | ----- | ------------------------------------------------- |
| 1     | بخيت سالم (1960-1970)                      | 18    | ألكساندر غيماريش (1 يوليو 2009- مايو 2010)        |
| 2     | إسماعيل الجرمن (1971- )                    | 19    | خليفة مبارك عبيد الشامسي (أبريل 2010- يونيو 2011) |
| 3     | زكي عثمان (1972-1973)                      | 20    | سيرجيو فارياس (أغسطس 2010- 19 أبريل 2011)         |
| 4     | ديميتري دافيدوفيتش (1991-1992)             | 21    | دييغو مارادونا (16 مايو 2011- 10 يوليو 2012)      |
| 5     | آرثر بيرنانديس (1996-1998)                 | 22    | برونو ميتسو (17 يوليو 2012- 26 أكتوبر 2012)       |
| 6     | آلان لوريير [الإنجليزية] (1997-1998)       | 23    | غاي لاكومب (7 نوفمبر 2012- 18 فبراير 2013)        |
| 7     | باولو كامبوس (يناير 1999- مايو 1999)       | 24    | عيد باروت (17 فبراير 2013- 30 مايو 2013)          |
| 8     | هنري كاسبرتشاك (سبتمبر 1999- فبراير 2000)  | 25    | لوران بانيدي [الإنجليزية] (2013)                  |
| 9     | آلان لوريير [الإنجليزية] (2000- مايو 2000) | 26    | هيكتور كوبر (2013-2014)                           |
| 10    | جوزيف هيكرسبيرغر (2000-2001)               | 27    | جورجينيو (2014)                                   |
| 11    | يوهان بوسكامب (2001-2002)                  | 28    | غابرييل كالديرون (2014-2016)                      |
| 12    | مارتن لاسارتي (2002)                       | 29    | رودولفو أروابارينا (2014-2016)                    |
| 13    | خليفة مبارك عبيد الشامسي (مارس 2003)       | 30    | جوستافو كوينتيروس (2018)                          |
| 14    | آرثر بيرنانديس (مارس 2003-مايو 2004)       | 31    | لورينت ريجيكامف (2018-2020)                       |
| 15    | فينكو بيجوفيتش [الإنجليزية] (2004-2005)    | 32    | سالم ربيع (2020)                                  |
| 16    | زي ماريو (2006-2007)                       | 33    | أودير هيلمان [الإنجليزية] (2020-2022 )            |
| 17    | ميروسلاف بيرنيك [الإنجليزية] (2007-2008)   | 34    | خوان أنطونيو بيتزي (2022-)                        |

## أبرز لاعبي الفريق خلال تاريخه
| من الإمارات - فابيو ليما - فهد خميس - زهير بخيت - ناصر خميس - محمد عمر - سعيد عبد الله - عبد العزيز عبد الله - إسماعيل راشد - أحمد شومبي - محمد سالم العنزي - محمد عبيد - فهد عبد الرحمن - فاروق عبد الرحمن - حسن محمد - احمد محبوب - منذر علي - عادل أنس - علي حسن - عبد القادر عثمان - محمد سالم - خميس مصبح - بدر حسن - إسماعيل إبراهيم - محمد سالم عبيد - راشد حارب - عبد الله عيسى - عمر سلطان | من الكاميرون - ألفونسي تشامي من ساحل العاج - ديديه اتوكوري من المغرب - رشيد الداوودي - أحمد بهجا - بوشعيب المباركي - سفيان العلودي من تشيلي - كريستيان مونتيسينوس من الإكوادور - والتر أيوفي من غانا - محمد بولو - اوتوكوري ديدير من بوركينا فاسو - كاسوم اوداراجو من السودان - المعتصم حموري من إيطاليا - فابيو فيرماني | من نيجيريا - نواه أنوكاشي من الأرجنتين - والتر سلفاني من إيران - فرهاد مجيدي - حامد كافيانبور - علي رضا نيكبخت - ایمان مبعلی من البرازيل - أندرسون دي كار - أندريه دياز - روجيريو ميراندا دا سيلفا - دوغلاس دوس سانتوس - إلتون هوزيه - الكسندر اوليفيرا من بنما - بلاس بيريز من مصر - شيكابالا |

## مجالس إدارة نادي الوصل
منذ ولادة نادي الوصل الرياضي الثقافي (الزمالك سابقا) إلى اليوم توالت عليه مجالس إدارة مختلفة. تميز الوصل بأن إدارته كانت دائما بأيدي محبيه وبأن أغلب مجالس الإدارة ضمت أعضاء من لاعبي النادي السابقين. فيما يلي جدول بأسماء رؤساء مجالس الإدارة التي تعاقبت على النادي:
| الترتيب | الاسم                       | من   | إلى  |
| ------- | --------------------------- | ---- | ---- |
| 1       | أحمد بن راشد آل مكتوم       | 1962 | 1974 |
| 2       | أحمد الشعفار                | 1974 | 1981 |
| 3       | بطي بن مكتوم آل مكتوم       | 1981 | 1993 |
| 4       | بطي بن مكتوم آل مكتوم       | 1993 | 1996 |
| 5       | أحمد الشعفار                | 1996 | 2001 |
| 6       | محمد بن عبيد آل مكتوم       | 2001 | 2001 |
| 7       | الحاج خميس سالم             | 2001 | 2003 |
| 8       | عبد الله حارب               | 2003 | 2003 |
| 9       | راشد بن قحيد بالهول المهيري | 2003 | 2009 |
| 10      | محمد أحمد بن فهد            | 2009 | 2020 |
| 11      | أحمد الشعفار                | 2022 | الآن |

## وصلات خارجية
- الموقع الرسمي